# Diaglyptidea conformis
Diaglyptidea conformis là một loài tò vò trong họ Ichneumonidae.